# Gánovce
Gánovce (deutsch Gansdorf – vorher Gohansdorf/Johannsdorf, ungarisch Gánóc) ist eine Gemeinde in der Ostslowakei südöstlich der Stadt Poprad.
Der Ort wurde 1317 zum ersten Mal schriftlich als Villa Ganau erwähnt. Die Gemeinde besteht aus dem Hauptort Gánovce (Gansdorf) und dem 1924 eingemeindeten Ort Filice (Fillendorf oder Filsdorf). Beide Dörfer gehörten vom 13. Jahrhundert bis 1803 zum getrennten „Kleinen Komitat“ des Stuhls der zehn Lanzenträger, danach zum Komitat Zips, beide Komitate lagen in der historischen Landschaft Zips.
In der Archäologie ist Gánovce als eine der wichtigsten Neandertalerfundstätten Europas (Travertinfüllung der Hirnschale eines Neandertalers) bedeutsam.

## Bevölkerung
| Jahr                | 1994 | 2004     | 2014     | 2024    |
| ------------------- | ---- | -------- | -------- | ------- |
| Anzahl der Personen | 768  | 1069     | 1348     | 1408    |
| Unterschied         |      | +39,19 % | +26,09 % | +4,45 % |

| Jahr                | 2023 | 2024    |
| ------------------- | ---- | ------- |
| Anzahl der Personen | 1403 | 1408    |
| Unterschied         |      | +0,35 % |